# Fourma (cuisine)
Le fourma est un plat traditionnellement préparé par les Juifs originaires de Tunisie. Il se compose de pâtes pouvant être agrémentées de viande ou de poulet, le tout cuit au four pour constituer une sorte de « gâteau ».

## Préparation
Les ingrédients principaux sont des pâtes de type tagliatelles, des œufs (durs et crus), du persil, de la sauce tomate, à laquelle peuvent s'ajouter des morceaux de viande ou poulet,.
L'ensemble se cuit dans un plat au four et se déguste ensuite démoulé, tiède ou froid.